# Estado de agregación de la materia

Este diagrama muestra la nomenclatura para diferentes transiciones de fase, su reversibilidad y relación con la variación de la entalpía.

En física y química se observan sustancias que, para cualquier sustancia o mezcla, modificando su temperatura o presión, pueden obtenerse distintos estados o fases, denominados estados de agregación de la materia, en relación con las fuerzas de unión de las partículas (moléculas, átomos o iones) que la constituyen.
Todos los estados de agregación poseen propiedades y características diferentes; los más conocidos y observables cotidianamente son cuatro, llamados fases sólida, líquida, gaseosa y plasmática. También son posibles otros estados que no se producen de forma natural en nuestro entorno, por ejemplo: condensado de Bose-Einstein, condensado fermiónico y estrellas de neutrones. Se cree que también son posibles otros, como el plasma de quarks-gluones.
El término «fase» se utiliza a veces como sinónimo de estado de la materia, pero un sistema puede contener varias fases «inmiscibles» del mismo estado de la materia.

## Estados fundamentales

### Estado sólido

Representación animada del movimiento de átomos o moléculas en la materia sólida.

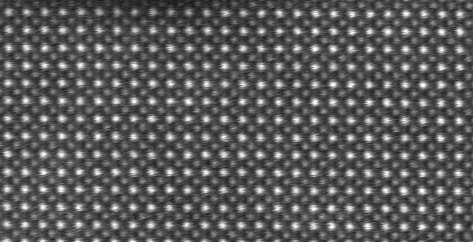
Un sólido cristalino: imagen de resolución atómica de titanato de estroncio. Los átomos más brillantes son el estroncio y los más oscuros son el titanio.

Los objetos en estado sólido se presentan como cuerpos de forma definida; sus átomos a menudo se entrelazan formando estructuras estrechas definidas, lo que les confiere la capacidad de soportar fuerzas sin deformación aparente. Son calificados generalmente como duros, así como resistentes, y en ellos las fuerzas de atracción son mayores que las de repulsión. En los sólidos cristalinos, la presencia de espacios intermoleculares pequeños da paso a la intervención de las fuerzas de enlace, que ubican a las celdillas en formas geométricas. En los amorfos o vítreos, por el contrario, las partículas que los constituyen carecen de una estructura ordenada.
Las sustancias en estado sólido suelen presentar algunas de las siguientes características:
- Cohesión elevada.
- Tienen una forma definida y memoria de forma.
- A efectos prácticos son incompresibles.
- Resistencia a la fragmentación.
- No poseen fluidez.
- Volumen constante.
- Algunos de ellos se subliman.

En los  sólidos cristalinos, las partículas (átomos, moléculas o iones) están empaquetadas en un patrón repetitivo y regularmente ordenado. Hay varias estructuras cristalinas diferentes, y una misma sustancia puede tener más de una estructura (o fase sólida). Por ejemplo, el hierro tiene una estructura  cúbica centrada en el cuerpo a temperaturas inferiores a 912 °C (1674 °F), y una estructura cúbica centrada en la cara entre 912 y 1394 °C (2541 °F). El hielo tiene quince estructuras cristalinas conocidas, o quince fases sólidas, que existen a distintas temperaturas y presiones.
Los vidrios y otros sólidos no cristalinos y amorfos sin orden de largo alcance no son estados básicos de equilibrio térmico, por lo que se describen a continuación como «estados no clásicos de la materia».
Los sólidos pueden transformarse en líquidos por fusión, y los líquidos pueden transformarse en sólidos por solidificación. Los sólidos también pueden transformarse directamente en gases mediante el proceso de sublimación, y los gases pueden igualmente transformarse directamente en sólidos mediante la  deposición.

### Estado líquido

Estructura de un líquido monoatómico clásico. Los átomos tienen muchos vecinos más cercanos en contacto, pero no hay un orden de largo alcance.

Si se incrementa la temperatura de un sólido, este va perdiendo forma hasta desaparecer la estructura cristalina, alcanzando el estado líquido. Característica principal: la capacidad de fluir y adaptarse a la forma del recipiente que lo contiene. En este caso, aún existe cierta unión entre los átomos del cuerpo, aunque mucho menos intensa que en los sólidos. El estado líquido presenta las siguientes características:
- Cohesión menor.
- Poseen movimiento de  energía cinética.
- Son fluidos, no poseen forma definida, ni memoria de forma por lo que toman la forma de la superficie o el recipiente que lo contiene.
- Suele cambiar a estado sólido en el frío
- Posee fluidez a través de pequeños orificios.
- Puede presentar difusión.
- Son poco compresibles.

### Estado gaseoso

Los espacios entre las moléculas de gas son muy grandes. Las moléculas de gas tienen enlaces muy débiles o nulos. Las moléculas del "gas" pueden moverse libremente y con rapidez.

Se denomina gas al estado de agregación de la materia compuesto principalmente por moléculas no unidas, expandidas y con poca fuerza de atracción, lo que hace que los gases no tengan volumen definido ni forma definida y se expandan libremente hasta llenar el recipiente que los contiene. Su densidad es mucho menor que la de los líquidos y sólidos, y las fuerzas gravitatorias y de atracción entre sus moléculas resultan insignificantes. En algunos diccionarios el término gas es considerado como sinónimo de vapor, aunque no hay que confundir sus conceptos: vapor se refiere estrictamente a aquel gas que se puede condensar por presurización a temperatura constante.
Dependiendo de sus contenidos de energía o de las fuerzas que actúan, la materia puede estar en un estado o en otro diferente: se ha hablado durante la historia, de un gas ideal o de un sólido cristalino perfecto, pero ambos son modelos límites ideales y, por tanto, no tienen existencia real.
En un gas, las moléculas están en estado de caos y muestran poca respuesta a la gravedad. Se mueven tan rápidamente que se liberan unas de otras. Ocupan entonces un volumen mucho mayor que en los otros estados porque dejan espacios libres intermedios y están enormemente separadas unas de otras. Por eso es tan fácil comprimir un gas, lo que significa, en este caso, disminuir la distancia entre moléculas. El gas carece de forma y de volumen, porque se comprende que donde tenga espacio libre allí irán sus moléculas errantes y el gas se expandirá hasta llenar por completo cualquier recipiente.
A temperaturas inferiores a su temperatura crítica, un gas también se denomina vapor y puede licuarse sólo por compresión sin necesidad de refrigeración. Un vapor puede existir en equilibrio con un líquido (o sólido), en cuyo caso la presión del gas es igual a la presión de vapor del líquido (o sólido).
Un fluido supercrítico (SCF) es un gas cuya temperatura y presión están por encima de la temperatura y la presión críticas, respectivamente. En este estado, la distinción entre líquido y gas desaparece. Un fluido supercrítico tiene las propiedades físicas de un gas, pero su alta densidad le confiere propiedades de disolvente en algunos casos, lo que da lugar a aplicaciones útiles. Por ejemplo, el dióxido de carbono supercrítico se utiliza para extraer cafeína en la fabricación de café descafeinado.

### Estado plasmático

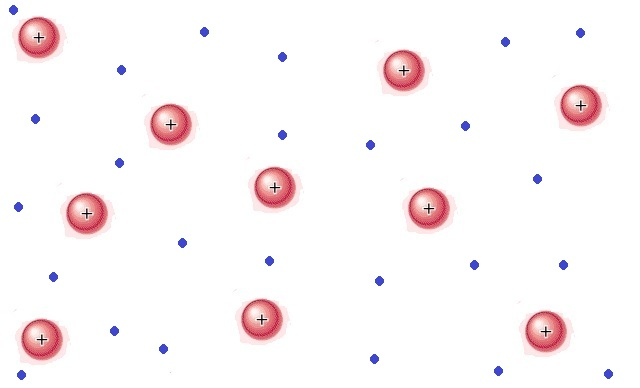
En un plasma, los electrones se desprenden de sus núcleos, formando un "mar" de electrones. Esto le da la capacidad de conducir electricidad.

El plasma es un gas ionizado, es decir, que los átomos que lo componen se han separado de algunos de sus electrones. De esta forma el plasma es un estado parecido al gas pero compuesto por aniones y cationes (iones con carga negativa y positiva, respectivamente), separados entre sí y libres, por eso es un excelente conductor. Un ejemplo muy claro es el Sol.
En la baja atmósfera terrestre, cualquier átomo que pierde un electrón (cuando es alcanzado por una partícula cósmica rápida) se dice que está ionizado. Pero a altas temperaturas es muy diferente. Cuanto más caliente está el gas, más rápido se mueven sus moléculas y átomos, (ley de los gases ideales) y a muy altas temperaturas las colisiones entre estos átomos, moviéndose muy rápido, son suficientemente violentas para liberar los electrones. En la atmósfera solar una gran parte de los átomos están permanentemente «ionizados» por estas colisiones y el gas se comporta como un plasma.
A diferencia de los gases fríos (por ejemplo, el aire a temperatura ambiente), los plasmas conducen la electricidad y son fuertemente influidos por los campos magnéticos. La lámpara fluorescente contiene plasma (su componente principal es vapor de mercurio) al que calienta y agita la electricidad, mediante la línea de fuerza a la que está conectada la lámpara. La línea, positivo eléctricamente un extremo y negativo el otro, causa que los iones positivos se aceleren hacia el extremo negativo y que los electrones negativos vayan hacia el extremo positivo. Las partículas aceleradas ganan energía, colisionan con los átomos, expulsan electrones adicionales y mantienen el plasma, aunque se recombinen partículas. Las colisiones también hacen que los átomos emitan luz y esta forma de luz es más eficiente que las lámparas tradicionales. Los letreros de neón y las luces urbanas funcionan por un principio similar y también se usaron en electrónica.

#### Perfil de la ionosfera
La parte superior de la ionosfera se extiende en el espacio algunos cientos de kilómetros y se combina con la magnetosfera, cuyo plasma está generalmente más rarificado y también más caliente. Los iones y los electrones del plasma de la magnetosfera provienen de la ionosfera que está por debajo y del viento solar y muchos de los pormenores de su entrada y calentamiento no están claros aún.
Existe el plasma interplanetario, el viento solar. La capa más externa del Sol, la corona, está tan caliente que no solo están ionizados todos sus átomos, sino que aquellos que comenzaron una teoría con muchos electrones, tienen arrancados la mayoría (a veces todos), incluidos los electrones de las capas más profundas que están más fuertemente unidos. En la corona del Sol se ha detectado la radiación electromagnética característica del hierro que ha perdido 13 electrones.
Esta temperatura extrema evita que el plasma de la corona permanezca cautivo por la gravedad solar y, así, fluye en todas direcciones, llenando el Sistema Solar más allá de los planetas más distantes.
Propiedades del plasma
Hay que decir que hay 2 tipos de plasma: fríos y calientes.
- En los plasmas fríos los átomos se encuentran a temperatura ambiente y son los electrones los que se aceleran hasta alcanzar una temperatura de 5000 °C, pero como los iones, que son muchísimo más masivos, están a temperatura ambiente, no queman al tocarlos.
- En los plasmas calientes la ionización se produce por los choques de los átomos entre sí, lo que hace que al calentar un gas mucho, y por los propios choques de los átomos entre sí, estos se ionicen. Estos mismos átomos ionizados también capturan electrones y en ese proceso se genera luz (por eso el Sol brilla, así como el fuego y los plasmas de los laboratorios).

## Cambios de estado
Para cada elemento o compuesto químico existen determinadas condiciones de presión y temperatura a las que se producen los cambios de estado. Cuando se hace referencia únicamente a la temperatura de cambio de estado, debe interpretarse como la temperatura necesaria para este cambio bajo 1 atm de presión atmosférica. De este modo, en "condiciones normales" (presión atmosférica, 0 °C) hay compuestos en estado sólido (S) líquido (L) y gaseoso (G). A mayores temperaturas también se puede obtener plasma (P).
Los procesos en los que una sustancia cambia de estado son: la sublimación (S-G), la vaporización (L-G), la condensación (G-L), la solidificación (L-S), la fusión (S-L), y la sublimación inversa (G-S); a estos se agregan los cambios entre gas y plasma: ionización (G-P) y desionización (P-G). Es importante aclarar que estos cambios de estado tienen varios nombres. A continuación, se describen resumidamente estas transiciones:
- Fusión: Es el paso de un sólido al estado líquido por medio del calor; durante este proceso endotérmico (proceso que absorbe energía para llevarse a cabo este cambio) hay un punto en que la temperatura permanece constante. El "punto de fusión" es la temperatura a la cual el sólido se funde, por lo que su valor es particular para cada sustancia. Dichas moléculas se moverán en una forma independiente, transformándose en un líquido. Un ejemplo podría ser un hielo derritiéndose, pues pasa de estado sólido al líquido.

- Solidificación: Es el paso de un líquido a sólido por medio del enfriamiento; el proceso es exotérmico. El "punto de solidificación" o de congelación es la temperatura a la cual el líquido se solidifica y permanece constante durante el cambio, y coincide con el punto de fusión si se realiza de forma lenta (reversible); su valor es también específico.

- Vaporización y ebullición: Son los procesos físicos en los que un líquido pasa a estado gaseoso. Si se realiza cuando la temperatura de la totalidad del líquido iguala al punto de ebullición del líquido a esa presión al continuar calentándose el líquido, este absorbe el calor, pero sin aumentar la temperatura: el calor se emplea en la conversión del agua en estado líquido al de agua en estado gaseoso, hasta que la totalidad de la masa pasa al estado gaseoso. En ese momento es posible aumentar la temperatura del gas.

- Condensación: Se denomina condensación al cambio de estado de la materia que pasa de forma gaseosa a forma líquida. Es el proceso inverso a la vaporización. Si se produce un paso de estado gaseoso a estado sólido de manera directa, el proceso es llamado sublimación inversa. Si se produce un paso del estado líquido a sólido se denomina solidificación.

- Sublimación: Es el proceso que consiste en el cambio de estado de la materia sólida al estado gaseoso sin pasar por el estado líquido. Un ejemplo clásico de sustancia capaz de sublimarse es el hielo seco.

- Sublimación inversa: Es el paso directo del estado gaseoso al estado sólido.

- Desionización: Es el cambio de un plasma a gas.

- Ionización: Es el cambio de un gas a un plasma.

Es importante hacer notar que en todas las transformaciones de fase de las sustancias, estas no se transforman en otras sustancias, solo cambia su estado físico.
Los cambios de estado se dividen generalmente en dos tipos: progresivos y regresivos.[cita requerida]
- Cambios progresivos: Vaporización, fusión y sublimación progresiva.
- Cambios regresivos: Condensación, solidificación y sublimación regresiva.

La siguiente tabla indica cómo se denominan los cambios de estado:
| FinalInicial | Sólido                                      | Líquido                                 | Gas                                                       | Plasma     |
| ------------ | ------------------------------------------- | --------------------------------------- | --------------------------------------------------------- | ---------- |
| Sólido       |                                             | fusión                                  | sublimación, sublimación progresiva o sublimación directa |            |
| Líquido      | solidificación                              |                                         | evaporación o ebullición                                  |            |
| Gas          | sublimación inversa, regresiva o deposición | condensación y licuefacción (licuación) |                                                           | Ionización |
| Plasma       |                                             |                                         | Desionización                                             |            |

## Condensados cuánticos

### Condensado de Bose-Einstein
Esta nueva forma de la materia fue obtenida el 5 de julio de 1995 por los físicos Eric A. Cornell, Wolfgang Ketterle y Carl E. Wieman, por lo que fueron galardonados en 2001 con el Premio Nobel de física. Los científicos lograron enfriar los átomos a una temperatura 300 veces más baja de lo que se había logrado anteriormente. Se le ha llamado "BEC o Condensado de Bose-Einstein" y es tan frío y denso que aseguran que los átomos pueden quedar inmóviles. Todavía no se sabe cuál será el mejor uso que se le pueda dar a este descubrimiento. Este estado fue predicho por Satyendra Nath Bose y Albert Einstein en 1927.

### Condensado de Fermi
Creado en la universidad de Colorado por primera vez en 1999, el primer condensado de Fermi formado por átomos fue creado en 2003. El condensado fermiónico, considerado como el sexto estado de la materia, es una fase superfluida formada por partículas fermiónicas a temperaturas bajas. Está cercanamente relacionado con el condensado de Bose-Einstein. A diferencia de los condensados de Bose-Einstein, los fermiones condensados se forman utilizando fermiones en lugar de bosones.
Dicho de otra forma, el condensado de Fermi es un estado de agregación de la materia en la que la materia adquiere superfluidez. Se crea a muy bajas temperaturas, extremadamente cerca del cero absoluto.
Los primeros condensados fermiónicos describían el estado de los electrones en un superconductor. El primer condensado fermiónico atómico fue creado por Deborah S. Jin en 2003. Un condensado quiral es un ejemplo de un condensado fermiónico que aparece en las teorías de los fermiones sin masa con rotura de simetría quiral.

### Supersólido
Este material es un sólido en el sentido de que la totalidad de los átomos del helio-4 que lo componen están congelados en una película cristalina rígida, de forma similar a como lo están los átomos y las moléculas en un sólido normal como el hielo. La diferencia es que, en este caso, “congelado” no significa “estacionario”.
Como la partícula de helio-4 es tan fría (apenas una décima de grado sobre el cero absoluto), comienzan a imperar las leyes de incertidumbre cuántica. En efecto, los átomos de helio comienzan a comportarse como si fueran sólidos y fluidos a la vez. De hecho, en las circunstancias adecuadas, una fracción de los átomos de helio comienza a moverse a través de la película como una sustancia conocida como “superfluido”, un líquido que se mueve sin ninguna fricción. De ahí su nombre de “supersólido”.
Se demuestra que las partículas de helio aplicadas a temperaturas cercanas al 0 absoluto cambian el momento de inercia y un sólido se convierte en un supersólido, lo que previamente aparece como un estado de la materia.

## Estados de alta energía

### Materia degenerada
Bajo una presión extremadamente alta, como en los núcleos de las estrellas muertas, la materia ordinaria experimenta una transición a una serie de estados exóticos de la materia conocidos colectivamente como materia degenerada, que se apoyan principalmente en efectos mecánicos cuánticos. En física, el término "degenerado" se refiere a dos estados que tienen la misma energía y, por tanto, son intercambiables. La materia degenerada se apoya en el principio de exclusión de Pauli, que impide que dos partículas  fermiónicas ocupen el mismo estado cuántico. A diferencia del plasma normal, el plasma degenerado se expande poco cuando se calienta, porque simplemente no quedan estados de momento. En consecuencia, las estrellas degeneradas colapsan en densidades muy altas. Las estrellas degeneradas más masivas son más pequeñas, porque la fuerza gravitatoria aumenta, pero la presión no aumenta proporcionalmente.
La materia degenerada por los electrones se encuentra en el interior de las estrellas enanas blancas. Los electrones permanecen ligados a los átomos, pero pueden transferirse a los átomos adyacentes. La materia degenerada en neutrones se encuentra en las estrellas de neutrones. La enorme presión gravitatoria comprime los átomos con tanta fuerza que los electrones se ven obligados a combinarse con los protones a través de la desintegración beta inversa, lo que da lugar a un conglomerado superdenso de neutrones. Normalmente, los neutrones libres fuera de un núcleo atómico decaen con una vida media de aproximadamente 10 minutos, pero en una estrella de neutrones, la desintegración es superada por la desintegración inversa. La materia fría degenerada también está presente en planetas como Júpiter y en las enanas marrones, aún más masivas, que se espera que tengan un núcleo con hidrógeno metálico. Debido a la degeneración, las enanas marrones más masivas no son significativamente mayores. En los metales, los electrones pueden modelarse como un gas degenerado que se mueve en una red de iones positivos no degenerados.

### La materia de los quarks
En la materia fría regular, los quarks, partículas fundamentales de la materia nuclear, están confinados por la fuerza fuerte en hadrones formados por 2-4 quarks, como los protones y los neutrones. La materia de quarks o materia cromodinámica cuántica (QCD) es un grupo de fases en las que se supera la fuerza fuerte y los quarks quedan desconfinados y libres para moverse. Las fases de materia de quarks se producen a densidades o temperaturas extremadamente altas, y no se conocen formas de producirlas en equilibrio en el laboratorio; en condiciones ordinarias, cualquier materia de quarks que se forme sufre inmediatamente una desintegración radiactiva.
La materia extraña es un tipo de materia de quarks que se sospecha que existe dentro de algunas estrellas de neutrones cercanas al límite de Tolman-Oppenheimer-Volkoff (aproximadamente 2-3 masas solares), aunque no hay pruebas directas de su existencia. En la materia extraña, parte de la energía disponible se manifiesta en forma de quarks extraños, un análogo más pesado del quark down común. Es posible que, una vez formada, sea estable en estados de energía más bajos, aunque esto se desconoce.
El plasma de quarks-gluones es una fase de muy alta temperatura en la que los quarks se liberan y pueden moverse de forma independiente, en lugar de estar perpetuamente unidos en partículas, en un mar de gluones, partículas subatómicas que transmiten la fuerza fuerte que une a los quarks. Esto es análogo a la liberación de los electrones de los átomos en un plasma. Este estado se alcanza brevemente en colisiones de iones pesados de altísima energía en  aceleradores de partículas, y permite a los científicos observar las propiedades de los quarks individuales y no sólo teorizar. El plasma de quarks-gluones se descubrió en el CERN en el año 2000. A diferencia del plasma, que fluye como un gas, las interacciones dentro del QGP son fuertes y fluye como un líquido.
A altas densidades, pero a temperaturas relativamente bajas, los quarks forman un líquido de quarks cuya naturaleza es actualmente desconocida. A densidades aún más altas, forma una fase distinta de bloqueo de color y sabor (CFL). Esta fase es  superconductora para la carga de color. Estas fases pueden darse en las  estrellas de neutrones, pero actualmente son teóricas.

### Condensado de vidrio de color
El condensado de vidrio de color es un tipo de materia que, según la teoría, existe en los núcleos atómicos que viajan a una velocidad cercana a la de la luz. Según la teoría de la relatividad de Einstein, un núcleo de alta energía parece tener una longitud contraída, o comprimida, a lo largo de su dirección de movimiento. Como resultado, los gluones dentro del núcleo aparecen para un observador estacionario como una "pared gluónica" que viaja cerca de la velocidad de la luz. A energías muy altas, la densidad de los gluones en esta pared se ve que aumenta mucho. A diferencia del plasma de quark-gluones que se produce en la colisión de dichas paredes, el condensado de gluones describe las propias paredes, y es una propiedad intrínseca de las partículas que sólo puede observarse en condiciones de alta energía como las del RHIC y posiblemente también en el «Gran Colisionador de Hadrones».

### Estados de muy alta energía
Varias teorías predicen nuevos estados de la materia a muy altas energías. Un estado desconocido ha creado la asimetría de bariones en el universo, pero se sabe poco sobre él. En la teoría de cuerdas se predice una temperatura de Hagedorn para las supercuerdas a unos 1030 K, donde se producen copiosamente. A la temperatura de Planck (1032 K), la gravedad se convierte en una fuerza significativa entre las partículas individuales. Ninguna teoría actual puede describir estos estados y no pueden producirse con ningún experimento previsible. Sin embargo, estos estados son importantes en cosmología porque el universo puede haber pasado por ellos en el Big Bang.
La singularidad gravitacional que la relatividad general predice que existe en el centro de un agujero negro no es una fase de la materia; no es un objeto material en absoluto (aunque la masa-energía de la materia contribuyó a su creación), sino una propiedad del espacio-tiempo. Dado que el espacio-tiempo se rompe allí, la singularidad no debe considerarse una estructura localizada, sino una característica topológica global del espacio-tiempo. Se ha argumentado que las partículas elementales tampoco son fundamentalmente materiales, sino que son propiedades localizadas del espacio-tiempo. En la gravedad cuántica las singularidades pueden marcar, de hecho, transiciones a una nueva fase de la materia.

## Otros posibles estados de la materia
Existen otros posibles estados de la materia; algunos de estos sólo existen bajo condiciones extremas, como en el interior de estrellas muertas, o en el comienzo del universo después del Big Bang o gran explosión:
- Superfluido
- Materia degenerada
- Materia fuertemente simétrica
- Materia débilmente simétrica
- Materia extraña o materia de quarks
- Superfluido polaritón
- Materia fotónica
- Líquido de spin cuántico
- Cristal líquido